# 薩良卡河

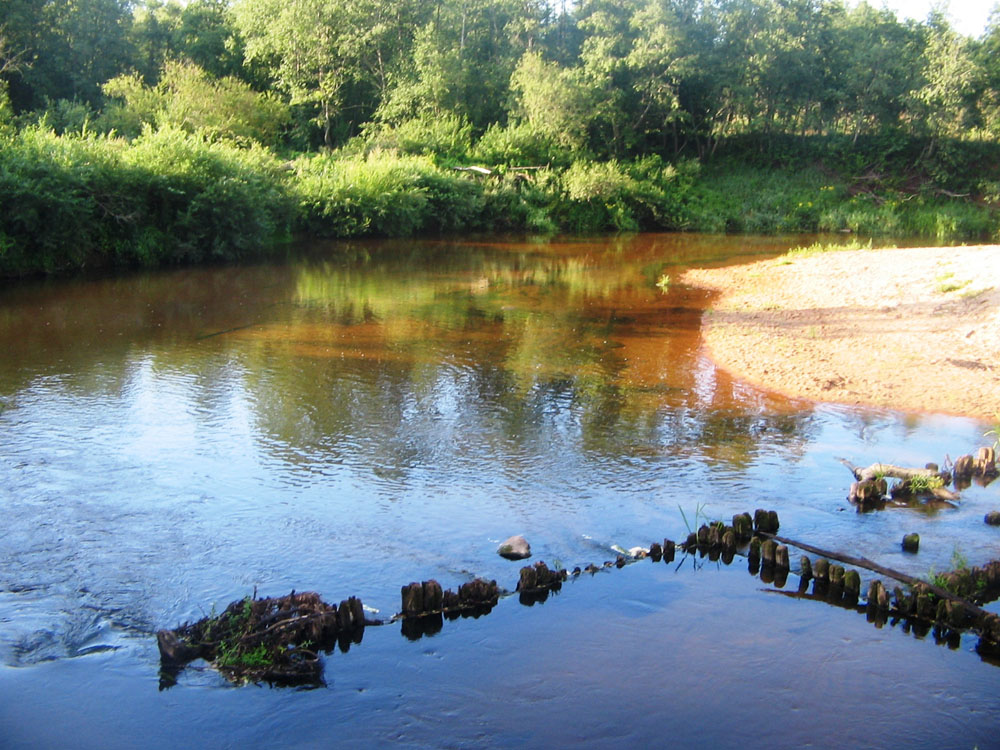
薩良卡河

薩良卡河（白俄羅斯語：Сар’янка，拉脫維亞語：Sarjanka）是白俄羅斯和拉脫維亞的河流，屬於道加瓦河的支流，河道全長87公里，流域面積1,000平方公里，流經波拉茨克低地，該流域有75個湖泊，總面積29平方公里。